# Родіна Олена
Оле́на Родіна́ (* 1975) — російська та українська лижниця; учасниця зимових Олімпійських ігор-2002.

## З життєпису
Народилася 1975 року. Російська лижниця. Вперше з'явилася на міжнародному рівні на юніорському чемпіонаті світу 1995 року в Єлліваре. Там виграла золоту медаль в естафеті. В листопаді 1995 року вперше стартувала у Вуокатті на чемпіонаті світу — 32 місце на дистанції 5 км класичній. На зимовій Універсіаді 1999 року в Штрбському Плесі посіла 13-ту сходинку в гонці-переслідуванні, 11-ту — на 15 км вільним стилем та 10-ту на 5 км класичній. На Зимовій Універсіаді 2001 у Закопане посіла 19-те місце на 5 км вільним стилем, 17-те — на 5 км класичних та 4-те на 15 км вільним стилем. Не могла пробитися до складу збірної РФ і вирішила змінити громадянство напередодні Ігор у Солт-Лейк-Сіті-2002.
Було знайдено варіант, за якого вона на рік ставала українкою, а потім мала відмовлятися або від українського, або від російського громадянства. Після Олімпіади не стала відмовлятися від російського громадянства. Брала участь у трьох змаганнях на зимових Олімпійських іграх 2002 року.
Останню гонку з бігу на лижах вона завершила у березні 2005 року на васалоппеті, посіла 14-те місце. З 2005 по 2013 рік брала участь у гірськолижних гонках в Росії. Виграла Чемпіонати світу з роллерського спорту 2005 та 2011 років.